# Dimitri Jepihhin
Dimitri Jepihhin (Tallin, 28 de octubre de 2005) es un futbolista estonio que juega en la demarcación de delantero para el FK AS Trenčín de la Superliga de Eslovaquia.

## Selección nacional
Tras jugar en las categorías inferiores de la selección, finalmente hizo su debut con la selección absoluta de Estonia el 6 de junio contra Israel en un partido de clasificación para la Copa Mundial de Fútbol de 2026 que finalizó con un resultado de 1-3 a favor del combinado israelí tras un gol de Mattias Käit para Estonia, y de Mohammad Abu Fani y un doblete de Dan Biton para Israel.

## Clubes
| Club                    | País       | Año       | Partidos | Goles |
| ----------------------- | ---------- | --------- | -------- | ----- |
| FC Nõmme United         | Estonia    | 2021-2022 | 34       | 10    |
| Paide Linnameeskond U21 | Estonia    | 2023      | 10       | 2     |
| Paide Linnameeskond     | Estonia    | 2023-2025 | 45       | 9     |
| FK AS Trenčín           | Eslovaquia | 2025-     | 11       | 2     |